# Soppe-le-Haut
Soppe-le-Haut – miejscowość i dawna gmina we Francji, w regionie Grand Est, w departamencie Górny Ren. W 2013 roku jej populacja wynosiła 585 mieszkańców.
W dniu 1 stycznia 2016 roku z połączenia dwóch ówczesnych gmin – Mortzwiller oraz Soppe-le-Haut – utworzono nową gminę Le Haut-Soultzbach. Siedzibą gminy została miejscowość Mortzwiller.